# Mary Somerville

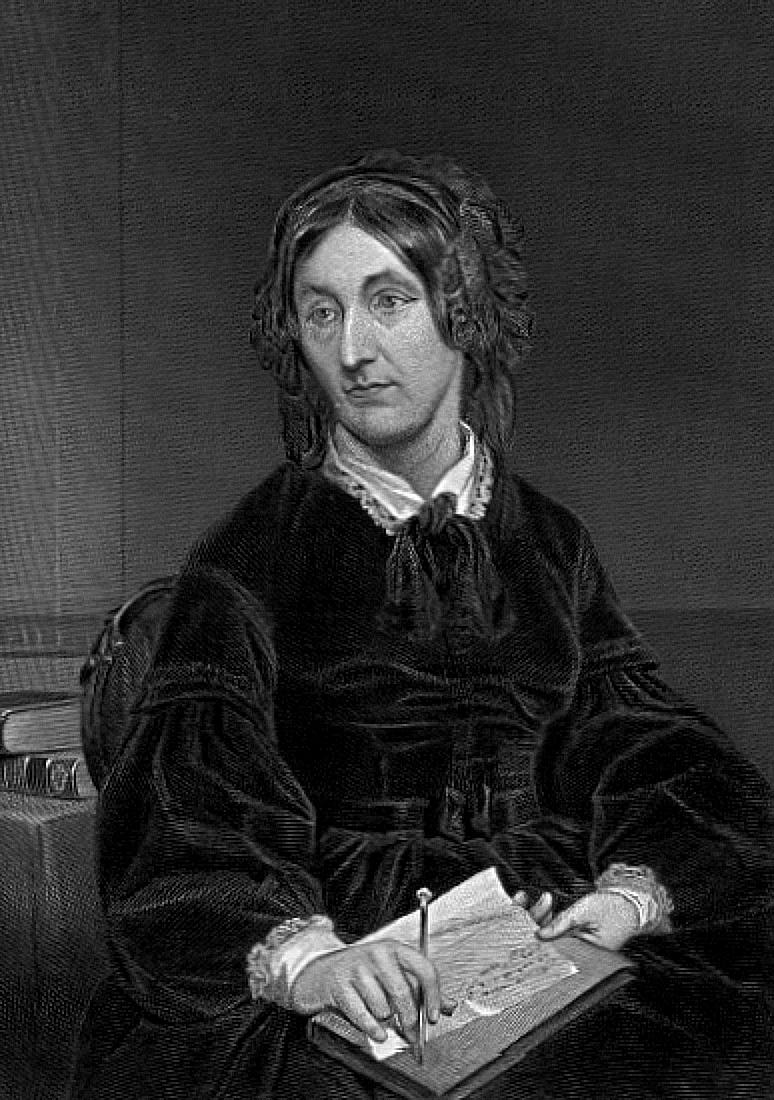
Mary Somerville

Mary Somerville primo voto Greig z domu Fairfax (ur. 26 grudnia 1780 w Jedburgh, zm. 28 listopada 1872 w Neapolu) – szkocka fizyczka.

## Życiorys
Urodziła się 26 listopada 1780 r. w Jedburghu jako piąte z siedmiorga dzieci. Jej ojciec William George Fairfax, wiceadmirał floty brytyjskiej; rodzice nie dbali o wykształcenie córki. Mary w wieku 13 lat zainteresowała się matematyką. W 1804 wyszła za mąż za dalekiego krewnego kapitana Samuela Greiga, który zmarł 3 lata później, pozostawiając jej znaczny majątek.
Wdowieństwo i niezależność finansowa umożliwiły Mary poświęcenie się działalności naukowej: zajęła się astronomią i fizyką Newtona, w czym pomagał jej szkocki matematyk William Wallace.
W 1812 ponownie wyszła za mąż, za chirurga Williama Somerville'a, który wspierał jej zainteresowania naukowe. Od 1825 poświęciła się badaniu zjawiska magnetyzmu i w następnym roku przedstawiła Royal Society pracę pt.: "The Magnetic Properties of the Violet Rays of the Solar Spectrum" (Właściwości magnetyczne promieni fioletowych w spektrum słonecznym). Była drugą kobietą, obok Caroline Herschel, której praca naukowa została opublikowana przez Royal Society.
Od 1827 zajęła się mechaniką i fizyką Newtona. Rezultatem była jej najbardziej znana praca pt. Mechanism of the Heavens (Mechanizm nieba) (wydana w 1834), za którą została uhonorowana marmurowym popiersiem w hallu siedziby Royal Society w Londynie. W 1835 wybrano ją jako pierwszą kobietę (razem z Caroline Herschel) na członka Royal Astronomical Society i otrzymała od króla pensję 200 funtów rocznie. Później została członkiem kilkunastu innych europejskich towarzystw naukowych. W 1827 przełożyła na angielski dzieła Laplace'a.
W 1848 opublikowała kolejną pracę pt. Physical Geography (Geografia fizyczna), która stała się popularnym podręcznikiem na następnych 50 lat. W 1869 wydała ostatnie książki: kompendium najnowszych badań naukowych pt. Molecular and Microscopic Science (Nauka molekularna i mikroskopowa) oraz autobiografię. Badaniami naukowymi zajmowała się aż do śmierci w wieku 91 lat. Spoczywa na cmentarzu Cimitero acattolico di Santa Maria della Fede.
Zmarła 28 listopada 1872 r. w Neapolu

## Upamiętnienie
Imieniem Mary Somerville nazwano m.in. planetoidę (5771) Somerville, wyspę w Cieśninie Barrowa i krater księżycowy.
Z powodu prowadzenia intensywnej działalności naukowej przez kobietę, którą była Mary Somerville, z użycia wyszło dotychczasowe angielskie określenie naukowca – „man of science” (adekwatne jedynie w odniesieniu do mężczyzn), zastąpione przez funkcjonujące po dziś dzień „scientist”.